# Kvietizmus

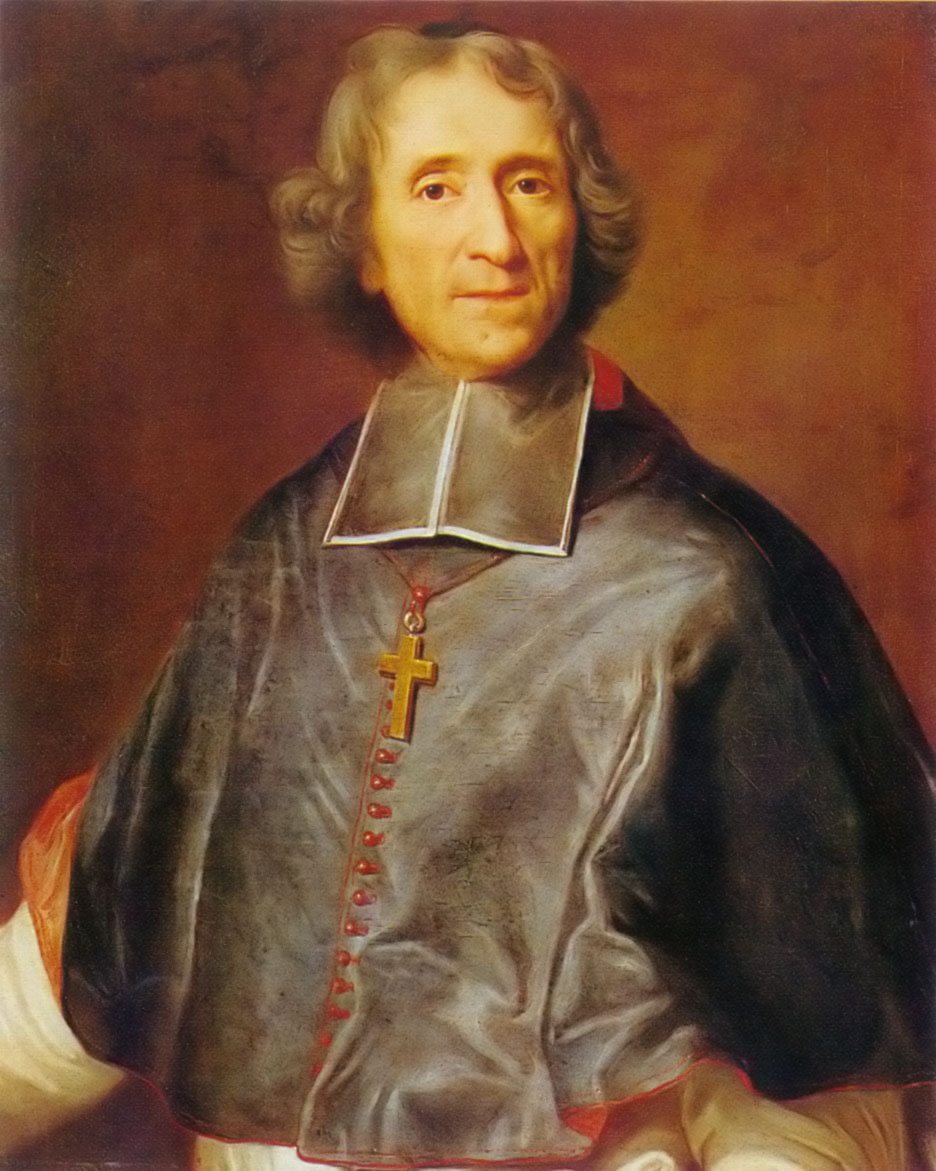
François Fénelon

A kvietizmus vagy quietizmus (a latin quies, „nyugalom” szóból) a misztika egyik irányzata, mely szerint az Istennel való egyesülés alapja a teljes passzivitás és a minden iránti közömbösséggel megszerzett belső nyugalom (innen az elnevezés). A janzenizmussal némi rokonságot mutató irányzat hívei az imádság elsődlegességét vallották a szentségek vételével és a bűnbánati gyakorlattal szemben. Az aszkézisbe hajló szemlélődést gyakorolták. Hangoztatták, hogy teljes passzivitás állapotában kell hagyni Istent működni, és őt szeretni, függetlenül az örök kárhozattól vagy boldogságtól.
Tágabb értelemben kvietistának számít minden olyan spiritualitás, amely minimálisra csökkenti az emberi tevékenységet és kezdeményezést, s mindent Isten akaratára bíz. Szűkebb értelemben a kereszténységen belül bizonyos 17. századi szerzők tanítását jelöli.
A kvietizmus 1650 után a spanyol, francia,és itáliai földön terjedt, fő szerzője az 1663-tól Rómában élt pap, Miguel de Molinos  (1628–1696). Szellemi útmutató című könyvében azt tanította, hogy a lelki élet célja, hogy a lélek elérje a teljes passzivitásnak, nyugalomnak azt az állapotát, amelyben önmagát Istennek egészen átadva megszűnik minden vágy, minden tevékenység és erőfeszítés, és ha az ember látszólag bűnt is követne el, már nem vétkezhet.
XI. Ince pápa 1687-ben a Coelestis Pastor konstitúciójával a kvietizmus 68 tételét ítélte el; Molinost pedig az egyházi bíróság kolostori fogságra ítélte. A kvietizmus tévedése a katolicizmus alapján az aktivitás és passzivitás közti egészséges arány torzítása. 
Egészséges lelkiség számára: 
1. az Istennel való egyesülés a Lélek ajándéka, olyan kegyelem, melyhez az ember részéről együttműködés (aktivitás) szükséges;
2. az Istenre hagyatkozás a megfontolt, rendezett cselekvésben (aktivitásban) épp úgy megélhető, mint a szemlélődésben, tehát sem a passzivitást, sem az aktivitást nem szabad kizárólagosnak venni: a Lélek az, aki az egyik embernek ezt, a másiknak azt az utat adja;
3. az imádság minden formája dialógus, ez a nyugalmi (belső) imában, a kötött imádságban és a szemlélődésben más-más módon folyik, ezért az ima (tudatosan) sohasem hagyható el;
4. az ember erkölcsi lény, akit semmi sem ment föl az erkölcsiség normái alól (beszámíthatóság, beleegyezés).

Részben a kvietizmus egyik következményének tekinthető sok félreértés és bizalmatlanság, mely a misztika és a misztikusok iránt folyamatosan megnyilvánul, s a szemlélődő, kolduló rendeket, remetéket stb. ismételten a „semmittevők" közé utalja, s betiltja.
Franciaországban Jeanne Marie Guyon és annak lelki vezetője (François la Combe) népszerűsítették. 
Egyik legfőbb támogatója François Fénelon katolikus érsek volt: „Bölcsnek és boldognak csak az az ember mondható, aki reggel felébredvén azt mondja: Ma jobb akarok lenni, mint tegnap!”